# 森林马蓝
森林马蓝（学名：Pteracanthus nemorosus）为爵床科马蓝属下的一个种。

## 扩展阅读
- 維基物種上的相關：森林马蓝